# Mont Vernon (Nuevo Hampshire)
Mont Vernon es un pueblo ubicado en el condado de Hillsborough en el estado estadounidense de Nuevo Hampshire. En el Censo de 2010 tenía una población de 2.409 habitantes y una densidad poblacional de 55,7 personas por km².

## Geografía
Mont Vernon se encuentra ubicado en las coordenadas 42°54′32″N 71°41′39″O / 42.90889, -71.69417. Según la Oficina del Censo de los Estados Unidos, Mont Vernon tiene una superficie total de 43.25 km², de la cual 43.04 km² corresponden a tierra firme y (0.49%) 0.21 km² es agua.

## Demografía
Según el censo de 2010, había 2.409 personas residiendo en Mont Vernon. La densidad de población era de 55,7 hab./km². De los 2.409 habitantes, Mont Vernon estaba compuesto por el 97.26% blancos, el 0.42% eran afroamericanos, el 0.17% eran amerindios, el 0.83% eran asiáticos, el 0% eran isleños del Pacífico, el 0.04% eran de otras razas y el 1.29% pertenecían a dos o más razas. Del total de la población el 1.54% eran hispanos o latinos de cualquier raza.